# Mark Midler
Mark Petrovitj Midler (ryska: Марк Петрович Мидлер), född 24 september 1931 i Moskva, död 31 maj 2012 i Moskva, var en sovjetisk fäktare.
Midler blev olympisk guldmedaljör i florett vid sommarspelen 1960 i Rom.